# Menosca insignis
Menosca insignis är en insektsart som först beskrevs av William Lucas Distant 1909.  Menosca insignis ingår i släktet Menosca och familjen Lophopidae. Inga underarter finns listade i Catalogue of Life.